# 東倉里
座標: 北緯39度39分36.27秒 東経124度42分19.06秒 / 北緯39.6600750度 東経124.7052944度
東倉里（동창리、トンチャンニ（トンチャンリとも）、Tongch'ang-ri）は、朝鮮民主主義人民共和国（北朝鮮）平安北道鉄山郡にある地名。

## 東倉里ミサイル発射場

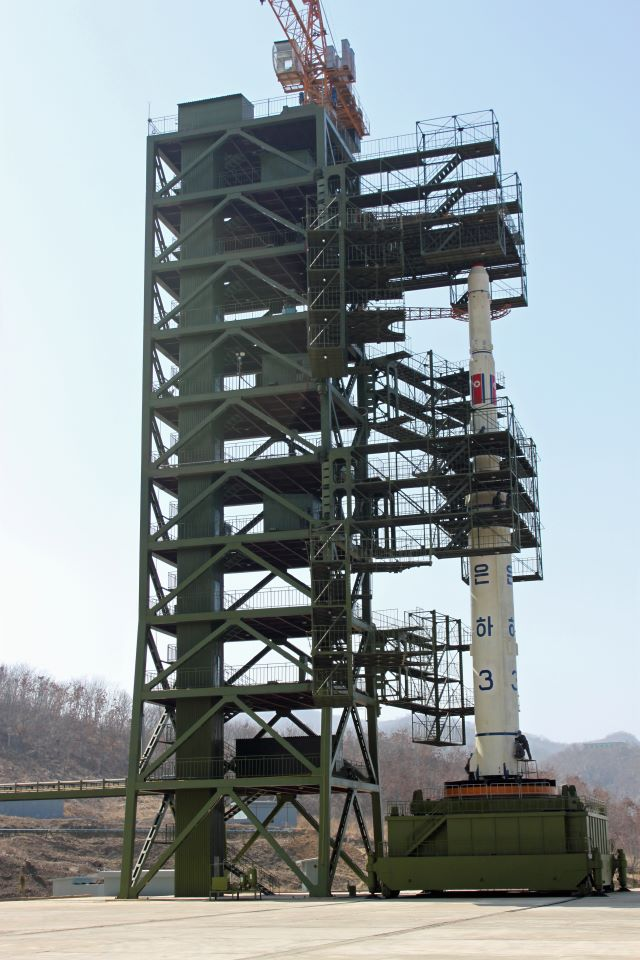
西海衛星発射場

### 建設
東倉里には、舞水端里ミサイル発射場よりも大規模かつ新型の、正式名称「西海（ソヘ）衛星発射場」というミサイル発射場が存在する。舞水端里発射場は日本海側にあり、朝鮮総連（在日本朝鮮人総連合会）の「科協（在日本朝鮮人科学技術協会）」など在日朝鮮人社会の協力を得て建造されたと云われる一方、東倉里は黄海（西海）側に位置しており、設備も中華人民共和国（中国）の影響を受けていると云われる。
北朝鮮は1998年のミサイル発射実験を皮切りに、舞水端里発射場から大陸間弾道ミサイル（ICBM）級の長距離ミサイルの発射実験を繰り返して来たが、燃料注入や制御・操縦施設が古く、円滑な運用が難しいため、2000年初めに第二の発射場として東倉里発射場の建設が始められた。
東倉里発射場には、移動可能な発射台2台と、高さ10階相当の支持台、エンジン燃焼試験棟、地上管制所などがある。規模は舞水端里発射場より3倍程大きく、施設も大幅に現代化されたという。
特にミサイル発射準備の重要な段階である液体燃料の注入が地下施設で、なおかつ全自動で行われ、アメリカの軍事衛星の監視を避けることができると韓国軍当局は見ている。また東倉里発射場は大半の施設が自動化されており、短時間に数発のミサイルを発射できるとされる。
2010年12月、ウィキリークスが公開したアメリカの外交文書によると、北朝鮮が遠くない時期に東倉里発射場からテポドンを改良した、最大射程1万5000キロのICBMを発射すると予想した。
韓国軍の関係者は、発射施設の建築費を4億ドルと見積もっている。
2011年2月16日、ボイス・オブ・アメリカは北朝鮮が第2の大陸間弾道ミサイルの発射タワー工事を終えたと報道した。

### ミサイル発射実験
北朝鮮は2012年4月15日の「金日成主席生誕100周年記念」を目的として、西海衛星発射場から人工衛星「光明星3号」を発射すると国際海事機関（IMO）に予告した。IMOは3月19日夜、日本を含む加盟国に正式に通報した。1段目は韓国の西方沖、2段目は発射地点から約3千キロ南方のフィリピン・ルソン島の東方沖に落下するとされた。北朝鮮による落下海域の設定時刻は4月12日から16日の午前7時から正午までとされた。そして4月13日の現地時間7時39分に「光明星3号」を搭載したとされるロケット「銀河3号」が発射されたが、約2分後に空中分解して黄海に墜落した。朝鮮中央通信は同日中に公式に失敗を認める声明を放送した。
2012年12月12日には前回と同名のロケット「銀河3号」により人工衛星「光明星3号2号機」が打ち上げられ、地球周回軌道への投入に成功した。これは北朝鮮初の人工衛星の軌道投入成功であった。

### 東倉里発射場の利点
東倉里発射場は舞水端里発射場と比較すると以下のような地理的、軍事的、政治的利点が存在するといわれている。
- 東倉里発射場は寧辺核施設から約70キロ、平壌近隣のミサイル製造工場から約200キロしか離れていないため、核弾頭と長距離ミサイルの運搬や装着にかかる時間を大いに短縮できる[2]。平壌の山陰洞兵器工場で製造した長距離ミサイルを、軍用列車に載せて舞水端里発射場に運ぶのに4、5日かかり、アメリカの軍事衛星による監視網を逃れることはできない[2]。しかし東倉里発射場には1日でミサイルを輸送することが可能である[2]。さらに核弾頭をミサイルに装着するために、寧辺の核技術者が発射場入りすることも、東倉里発射場のほうが容易である[2]。ちなみに、核実験は咸鏡北道吉州郡の豊渓里にある地下施設で行われている。

- 北朝鮮と中国の国境である鴨緑江河口から直線距離で約70キロ離れた所にあるため、米韓が東倉里発射場に対し攻撃や空中爆撃をする場合、航空戦力も中国の防空識別圏に接近しなければならず、中国の国益を侵害する懸念がある[2]。

- 舞水端里発射場は水深が深い日本海海岸の広い平地に建設されており、潜水艦など海上戦力による外部攻撃に脆弱であると言われてきた[2]。一方、東倉里発射場は水深が浅い西海地域に建設され、海上戦力の接近も容易でないとされる[2]。

- 舞水端里発射場からミサイルを発射すれば、離陸初期の高度が低く、日本海で待機する日米のイージス艦によるSM-3ミサイルに迎撃される可能性が高い[2]。しかし東倉里発射場から発射すれば、北朝鮮上空を通過する間に高度が上がり、迎撃のリスクが減少する[2]。

- 北朝鮮には海上でのミサイルの観測能力に限界があるので、内陸地域を通過する東倉里発射場のほうがICBMの追跡能力を確保するためには利用しやすい[3]。

### 発射場の廃棄表明
2018年米朝首脳会談後の2018年8月、民間の衛星写真により西海衛星発射場の解体が始まったことが38ノースにより確認されている。その後に行われた同年9月の南北首脳会談でも合意文書の中で「（発射場を）関係国の専門家の立ち会いの下で永久廃棄する」と明記されている。
2019年2月に行われた米朝首脳会談は、核廃棄に向けた合意が得られないまま終了したが、その直後となる同年3月5日、38ノースは首脳会談前より北朝鮮がミサイル施設の復旧作業を始めていたとする分析結果を発表。翌6日、トランプ大統領は記者団に対し「（事実であれば）金委員長にとても、とても失望するだろう」との懸念を表明した。